# Departamento Rivadavia (San Juan)
Rivadavia es un departamento de la provincia de San Juan (Argentina). Está ubicado en el centro sur de la misma, al oeste de la ciudad de San Juan. Posee 157 km² donde predomina un paisaje netamente urbanizado al este, causa por el cual conforma el aglomerado del Gran San Juan y desértico con serranías al oeste, con una importante presencia de atractivos turísticos y obras hidroeléctricas, sobre el río San Juan.
En cuanto a la población es uno de los departamentos más poblados de la provincia, que en 2001 tenía 76.150 pobladores. Los mismos se concentran principalmente en la zona este, en el límite con el departamento Capital.
Como actividades económicas se destaca la agricultura con plantaciones de vid, frutas y hortalizas varias, también presenta una importante actividad minera, turística y comercial por estar tan influenciado con la ciudad de San Juan.

## Historia
La ley municipal del 7 de diciembre de 1869, establecía que dividía a la provincia en 18 departamentos. Uno de ellos abarcaba las actuales zonas de Marquesado (actual distrito del departamento), Zonda y Ullum. Estas zonas abarcaban una considerable superficie, lo que respondía a la escasa población de la zona.
Para 1890, los hermanos Nicolás y Agustín Echezarreta idearon la creación de un centro poblacional a este departamento, por ello presentaron un proyecto de hacer la villa cabecera en Marquesado, ya que ambos hermanos tenían plantaciones de viñedos en la zona de Marquesado y La Bebida, y su objetivo era atraer la población, lo que originaba una buena demanda de mano de obra para el procesamiento de la vid.
El proyecto, que definía el trazado del poblado sobre una avenida en el área de 60 ha, fue aprobado. La venta de parcelas fue más que exitosa y un año más tarde la villa se había convertido en un atractivo turístico para la provincia.
A partir de esta época la población comenzó a crecer a pasos agigantados. Los hermanos Echezarreta también donaron campos de sus enormes propiedades a instituciones tales como; "Casa Betania" (es un establecimiento donde se realizan retiros espirituales en la actualidad) y parte al Regimiento de Infantería de Montaña 22 (RIM 22).
A principios del siglo, bajo la gobernación de coronel Carlos Sarmiento, se sancionó una ley el 25 de agosto de 1908, donde designaba al municipio con el nombre de Rivadavia. En el año 1909 el poder ejecutivo autorizó la creación de una villa en el departamento para la sede de autoridades municipales, expropiando los terrenos que fuesen necesarios. Pero en 1928 se sanciona una nueva ley de Régimen Municipal, decía que incluía a Rivadavia dentro del departamento Capital. El 7 de marzo de 1935, durante la gobernación de Juan Maurín, en una nueva legislación sobre el tema reaparece independientemente.
Pero en realidad el 19 de septiembre de 1942 Rivadavia, pasó a ser uno de los 19 departamento de la provincia, con villa cabecera del mismo nombre y con los límites actuales.

## Geografía
El departamento Rivadavia posee una superficie de 157 km² en donde existen ambientes claramente diferenciados: uno montañoso en el cual se desarrollan actividades vinculadas con el turismo y la minería, al oeste, y otro llano al este en cual se concentra casi 80.000 habitantes.

### Localización

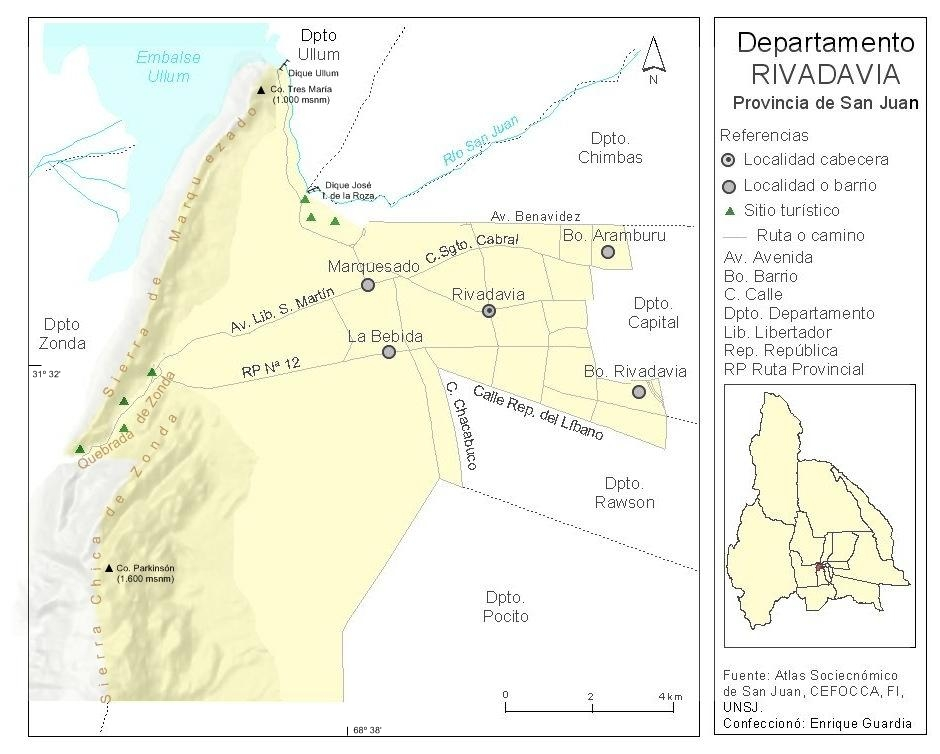
Carta del departamento.

El departamento Rivadavia está ubicado en el centro sur de la provincia de San Juan, al oeste del área central de la Ciudad de San Juan, aproximadamente en el centro oeste de Argentina. Entre los paralelos de 31° 29' 29 y 31° 37' 09 de latitud Sur, meridianos de 68° 33' 51 y 68° 41' 26 de longitud Oeste, a una altitud promedio de 700 m s. n. m.
Sus límites fueron establecidos en el año 1942 en el marco de la aprobación de una Ley Provincial. Para trazar dichos límites se utilizaron elementos artificiales como calles, avenidas, Rutas Provinciales y un paralelo, así como elementos naturales como la divisoria de aguas de cuerpos montañosos y un río. Los límites son los siguientes:
- Límite norte: Río San Juan (entre el Dique Ullum y el Dique San Emiliano) y Avenida Benavidez (entre el Dique San Emiliano y la Avenida Paula Albarracín de Sarmiento).
- Límite sur: Calle República del Líbano (entre venida Paula Albarracín de Sarmiento y Calle Chacabuco); Calle Chacabuco (entre Calle República del Líbano y Ruta Provincial 155); Ruta Provincial 155 (entre Calle Chacabuco y Calle de ripio y defensas aluvionales); y Calle de ripio y defensas aluvionales (entre Ruta Provincial 155 y línea que coincide con el paralelo de 31° 37' de latitud Sur) y línea que coincide con el paralelo de 31° 37' de latitud Sur (entre Calle de ripio y defensas aluvionales y la divisoria de aguas de la Sierra Chica de Zonda).
- Límite este: Avenida Paula A. de Sarmiento (entre Avenida Benavidez y Calle Sargento Cabral); Calle Sargento Cabral (entre Avenida Paula A. de Sarmiento y Calle Fray J. Sta. María de Oro); Calle Fray J. Sta. María de Oro (entre Calle Sargento Cabral y Avenida Lib. Gral. San Martín); Avenida Lib. Gral. San Martín (entre Calle Fray J. Sta. María de Oro y Calle Hipólito Yrigoyen; Calle Hipólito Yrigoyen entre Avenida Lib. Gral. San Martín y Calle Arenales); Calle Arenales (entre Calle Hipólito Yrigoyen y Calle Victoria); Calle Victoria (entre Calle Arenales y Calle Morales); Calle Morales (entre Calle Victoria y Avenida Paula A. de Sarmiento) y Avenida Paula A. de Sarmiento (entre Calle Morales y Calle República del Líbano).
- Límite oeste: Divisoria de aguas de la Sierra de Marquesado (entre el Dique Ullum y el dique de Defensa "Soldano" en el extremo sur de la Quebrada de Zonda); Línea que coincide con el paralelo de 31° 33 de latitud Sur (entre dique de Defensa "Soldano" en el extremo sur de la Quebrada de Zonda y la divisoria de aguas de la Sierra Chica de Zonda) y la divisoria de aguas de la Sierra Chica de Zonda (entre la línea que coincide con el paralelo de 31° 33 de latitud Sur y línea que coincide con el paralelo de 31° 37' de latitud Sur.

Asimismo, Rivadavia, limita con otras jurisdicciones departamentales como:
- al norte con los departamentos Chimbas y Ullum;
- al sur con los de Rawson y Pocito;
- al este con el de Capital;
- al oeste con el de Zonda.

### Ambiente
En los 157 km² que conforman al departamento Rivadavia se pueden diferenciar claramente tres ambientes, uno montañoso al oeste, un amplio piedemonte y una depresión tectónica, ambos a continuación del anterior en dirección este.
El ambiente montañoso está representado por dos anticlinales: la Sierra de Marquesado, al norte, y la Sierra Chica de Zonda, al sur, ambos separados por es un profundo y angosto surco de origen tectónico-fluvial (Quebrada de Zonda). Los mismos son parte de la Precordillera y se tratan de relieves paleozoicos originados por la orogenia hercínica que fueron rejuvenecidos por la orogenia andina en el cuaternario.
En dicho ambiente se desarrollan actividades vinculadas con la minería a partir de la extracción, principalmente, de minerales no metalíferos, asimismo en zona se llevan a cabo etapas del procesamiento para la elaboración de productos destinados para la construcción por ejemplo como el cemento. A su vez también se desarrollan actividades vinculadas con turismo, principalmente en la nombrada quebrada, donde existen lugares para el ocio como un camping o espacios verdes como el Jardín de los Poetas y atractivos como el Monumento de la Virgen del Líbano o el Autódromo Eduardo Copello, también es posible realizar escalinatas o trekking sobre las sierras.
En el ambiente pedemontano, que se localiza a continuación del montañoso en dirección este, es consecuencia del transporte de sedimentos que realizan los aluviones que se originan en pendientes mayores (desde las sierras anteriormente nombradas). Sobre los piedemontes se han desarrollado geoformas como consecuencia de la erosión hídrica tales como: abanicos aluviales y glacis.
Sobre los pidemontes son escasa las modificaciones que realizado el hombre debido el riesgo persistente de aluviones, aunque existen vías de comunicación consolidadas que conducen a las minas donde se explotan diversos minerales y recientemente se ha instalado una planta de tratamiento y reciclaje de residuos sólidos provenientes del Gran San Juan.
El ambiente donde se extiende la depresión tectónica rellenada con sedimentos cuaternarios forma parte del denominado Valle del Tulum, en él prima el relieve llano y es donde se concentra la población de Rivadavia. Aquí prima el uso residencial, agrícola e industrial del suelo. Es donde se emplazan las localidades de Rivadavia, La Bebida y Marquezado
En dicha zona prima un ambiente urbano producto de la extensión de la Ciudad de San Juan, lo que lo hace parte del Gran San Juan. En el paisaje urbano priman las edificaciones sismo-resistentes con estilos arquitectónicos contemporáneos, las vías de comunicación van desde calles de barrios, calles principales, Rutas Provinciales y avenidas, con estado, generalmente, pavimentado. Es importante el arbolado público a orillas de las vías de comunicación que es irrigado a través de acequias (canales pequeños) que tienen el objetivo de sombrear al peatón que circula por veredas caracterizadas por su considerable amplitud. En lo que respecta a los espacios verdes, existen plazas, plazoletas.
La localidad de Rivadavia, si bien fue declarada "ciudad" en 1992, no es una ciudad, sino que es parte y consecuencia de la extensión de la Ciudad de San Juan o el denominado aglomerado urbano del Gran San Juan. Es una ciudad que ha surgido a partir de una iniciativa política con el objetivo organizar administrativamente el nombrado aglomerado. La misma no posee un centro nodal (Distrito central de negocios) donde confluyan flujos desde diferentes puntos cardinales puesto que esta ligada, comercial, financiera, social y culturalmente al área central de la Ciudad de San Juan.
Entre los usos de suelo prima el residencial en forma zonal, se destaca el comercial, que espacialmente, se distribuye en forma lineal sobre las principales vías de comunicación, mientras que el industrial es muy escaso. En el uso educativo, hay que destacar que en Rivadavia se ubica la Universidad Católica de Cuyo y tres de las cinco facultades que conforman a la Universidad Nacional de San Juan constituyendo un complejo universitario denominado: Complejo Universitario Islas Malvinas. Ambas unidades académicas son las únicas universidades de la Provincia de San Juan
El resto de las localidades: La Bebida y Marquezado, se ubican en dirección oeste a la última, y no presenta un continuo urbano, sino que se encuentran separadas pocos kilómetros por un espacio cultivado. Ambas localidades presentan un desarrollo linean en torno a sus principales vías de comunicación, aunque hay destacar el crecimiento hacia el sur que ha experimentado La Bebida en las últimas décadas.
El clima del departamento está constituido por temperaturas más elevadas que en otros lugares del Valle del Tulúm, por la gran cantidad de edificación existente y en la noche disminuyen. También lo afecta la escasez de lluvias, como en todo el territorio provincial
La flora está representada por jarillas, chañares y zampas. En el caso de la flora se encuentran liebres, zorros, comadrejas, reptiles, insectos y roedores
- Sus coordenadas son: 31°31′51″S 68°37′51″O / -31.53083, -68.63083

### Sismicidad
La sismicidad del área de Cuyo (centro oeste de Argentina) es frecuente y de intensidad baja, y un silencio sísmico de terremotos medios a graves cada 20 años en distintas áreas aleatorias.

### Terremoto de Caucete 1977
El 23 de noviembre de 1977, Caucete fue asolada por un terremoto y que dejó como saldo lamentable algunas víctimas, y un porcentaje importante de daños materiales en edificaciones.
El Día de la Defensa Civil fue asignado por un decreto recordando el sismo que destruyó la ciudad de Caucete el 23 de noviembre de 1977.
- Escala de Richter: 7,4
- 65 víctimas mortales
- 284 víctimas heridas
- más de 40.000 víctimas sin hogar. No quedaron registros de fallas en tierra, y lo más notable efecto del terremoto fue la extensa área de licuefacción (posiblemente miles de km²).

El efecto más dramático de la licuefacción se observó en la ciudad, a 70 km del epicentro: se vieron grandes cantidades de arena en las fisuras de hasta 1 m de ancho y más de 2 m de profundidad. En algunas de las casas sobre esas fisuras, el terreno quedó cubierto de más de 1 dm de arena.

#### Sismo de 1861
Aunque dicha actividad geológica ocurre desde épocas prehistóricas, el terremoto del 20 de marzo de 1861 señaló un hito importante dentro de la historia de eventos sísmicos argentinos ya que fue el más fuerte registrado y documentado en el país. A partir del mismo la política de los sucesivos gobiernos mendocinos y municipales han ido extremando cuidados y restringiendo los códigos de construcción. Pero solo con el terremoto de San Juan de 1944 del 15 de enero de 1944 (81 años) el gobierno sanjuanino tomó estado de la enorme gravedad sísmica de la región.

### Fisonomía

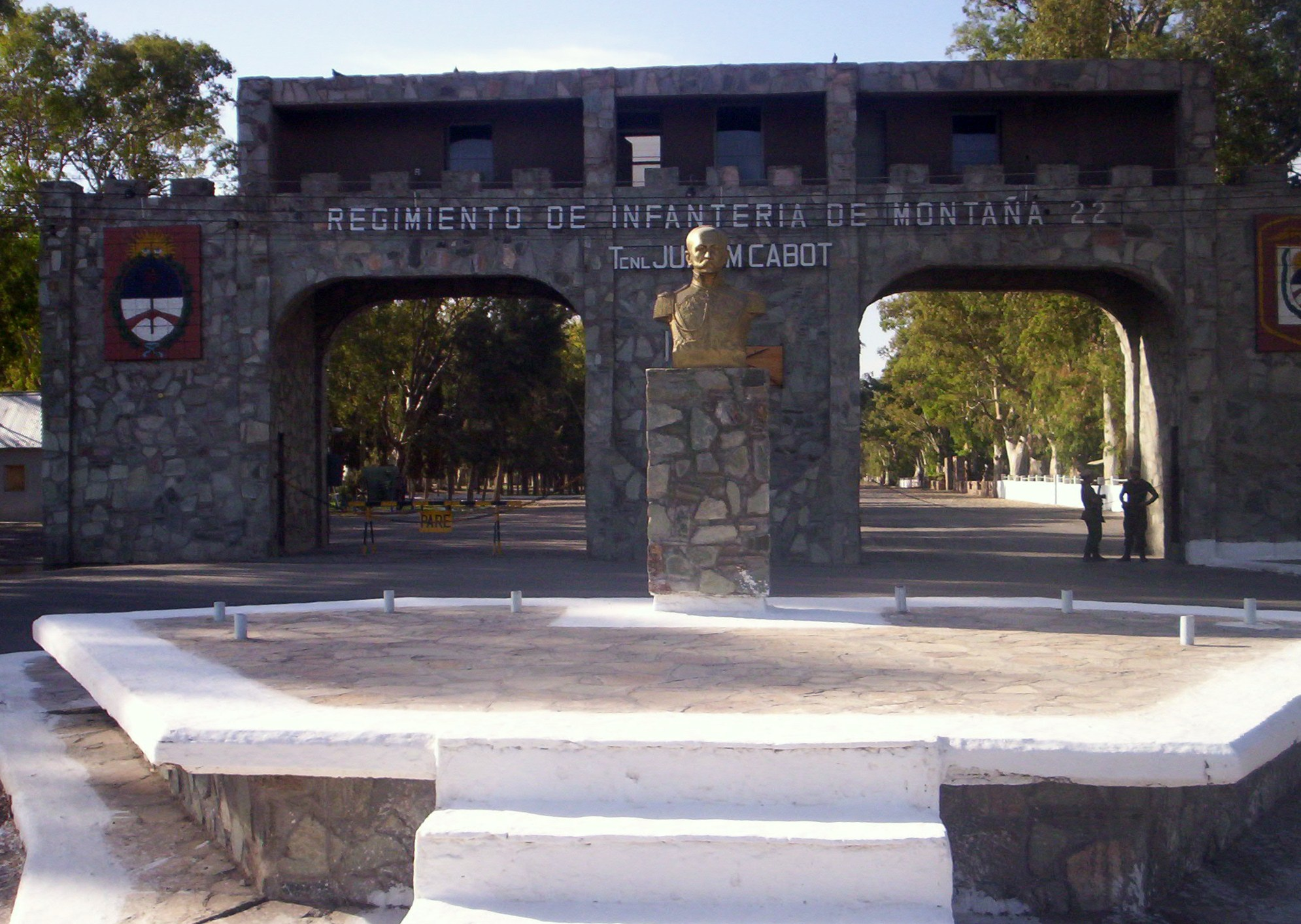
El regimiento de Infantería 22 en Marqusado.

Rivadavia es un departamento densamente poblado, posee numerosos barrios privados y residenciales; algunos ubicados por la Avenida Libertador General San Martín donde también se ubican diversos comercios de distintos rubros pero que están muy dispersos.
Sobre la avenida José Ignacio de la Roza se encuentra la Universidad Nacional de San Juan, la Universidad Católica de Cuyo y centros comerciales de gran tamaño, esta zona se caracteriza por tener una gran actividad permanente.
Su villa cabecera, homónima (Rivadavia), es muy dispersa y desordenada, es decir que no se concentra en un punto, la primera parte se ubica sobre la avenida San Martín y Rastreador Calivar donde encontramos la Municipalidad, el destacamento policial y el Hospital Marcial Quiroga, este establecimiento es el más importante de toda la provincia después del Hospital central Guillermo Rawson.
La plaza se ubica 20 cuadras al este y se la denomina "Madre Universal" y la Iglesia otras 20 cuadras aproximadas más, ya limitando con el departamento Capital donde está Nuestra Señora de los Desamparados la Santa Patrona del departamento.
Más al oeste se ubican los distritos de Marquesado y La Bebida que forman un aglomerado de importante tamaño y por último la quebrada de Zonda donde hay varios atractivos turísticos.

### Población
Según el INDEC en el censo de 2001 Rivadavia tuvo una población de 76.150 habitantes, colocándolo en el tercer lugar como el departamento más poblado de la Provincia después del Rawson y Capital.
El censo 2010 arrojó 82 641 habitantes.
Para el censo 2022 el departamento registró 101 666 habitantes; lo que representó un aumento en la cantidad de personas del 23% mayor que el crecimiento poblacional provinciala situado en 20,8%. Estos datos le valieron al departamento tener la cuarta población.
Su población se concentra en la zona Este, donde se ubica la Villa Cabecera que lleva su mismo nombre (Rivadavia). Separado de este aglomerado, está la localidad de Marquesado la más importante del departamento a nivel poblacional y porque es sede del Regimiento de Infantería de Montaña 22 «Teniente Coronel Juan Manuel Cabot» (popularmente conocido como RIM 22) y al sur de la misma. Asimismo se ubica la localidad de "La Bebida" con una gran cantidad de villas de emergencia y asentamientos.

## Actividades económicas

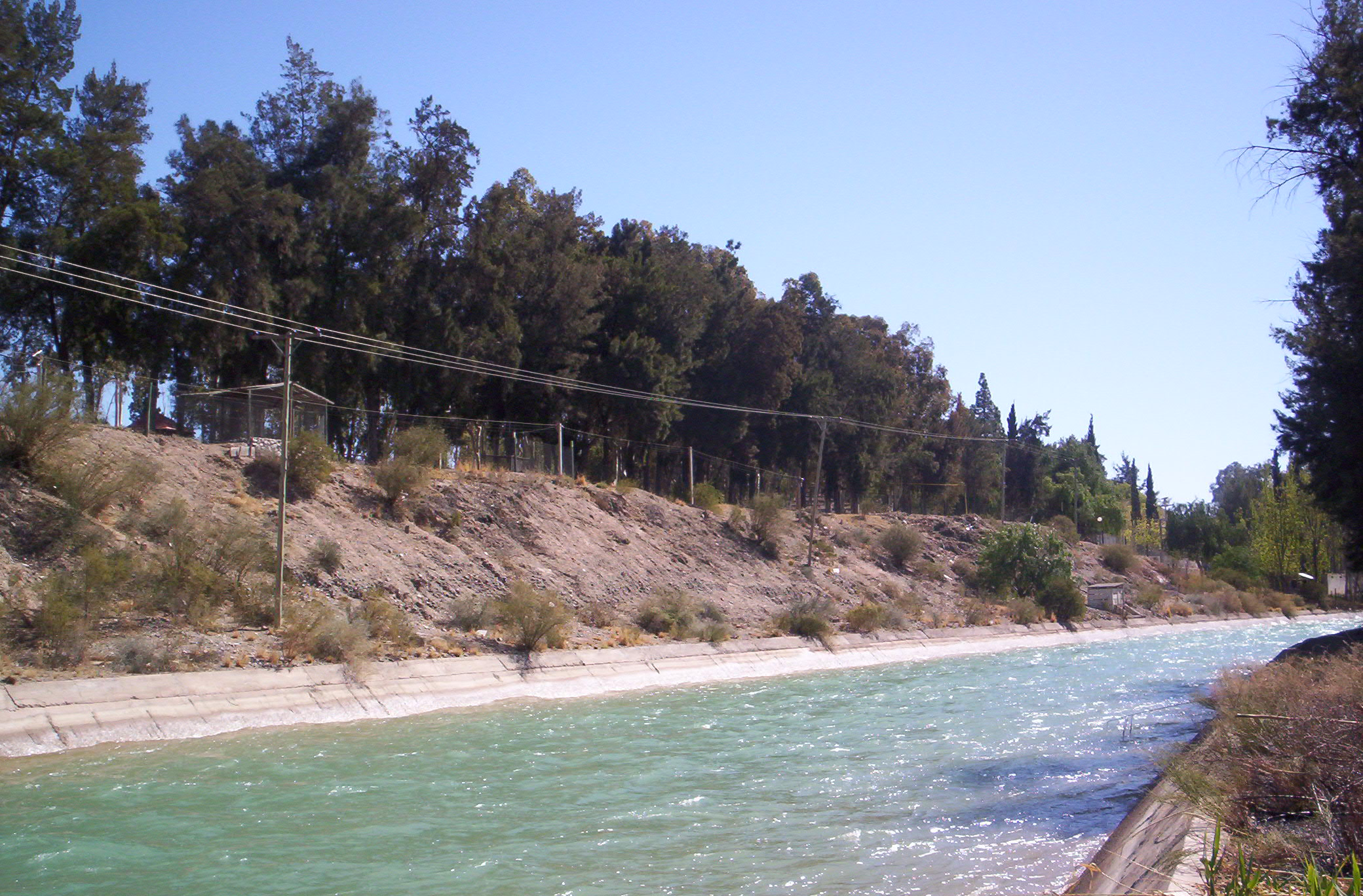
Canal de riego en Rivadavia.

Con respecto a la agricultura posee una superficie cultivada de 2.233 hectáreas cautivadas con flores, aromáticas, semillas de cereales, vid, olivo, y, en menor cantidad hortalizas como ajo, acelga, arvejas, berenjenas, haba, lechuga, maíz, perejil, pimiento, poroto, tomate, zapallo, etc. Frutales como almendro, ciruela, damasco, manzano, membrillo, nogal, peral, etc.
En cuanto a la industria se producen materiales de construcción, metalúrgicos y alimentos. Se localizan algunas bodegas, como Duc de Saint Remy (famosa por la elaboración de champaña) y establecimientos como cepas argentinas. En las Sierras Chica de Zonda se ubica las Cavas de Zonda, son cuevas que funcionan como fábrica de Champaña de características muy particulares.
La minería se restringe a la extracción de piedra caliza para la producción de cemento, en las instalaciones de la cementera Loma Negra, una de las más importantes del país

### Turismo

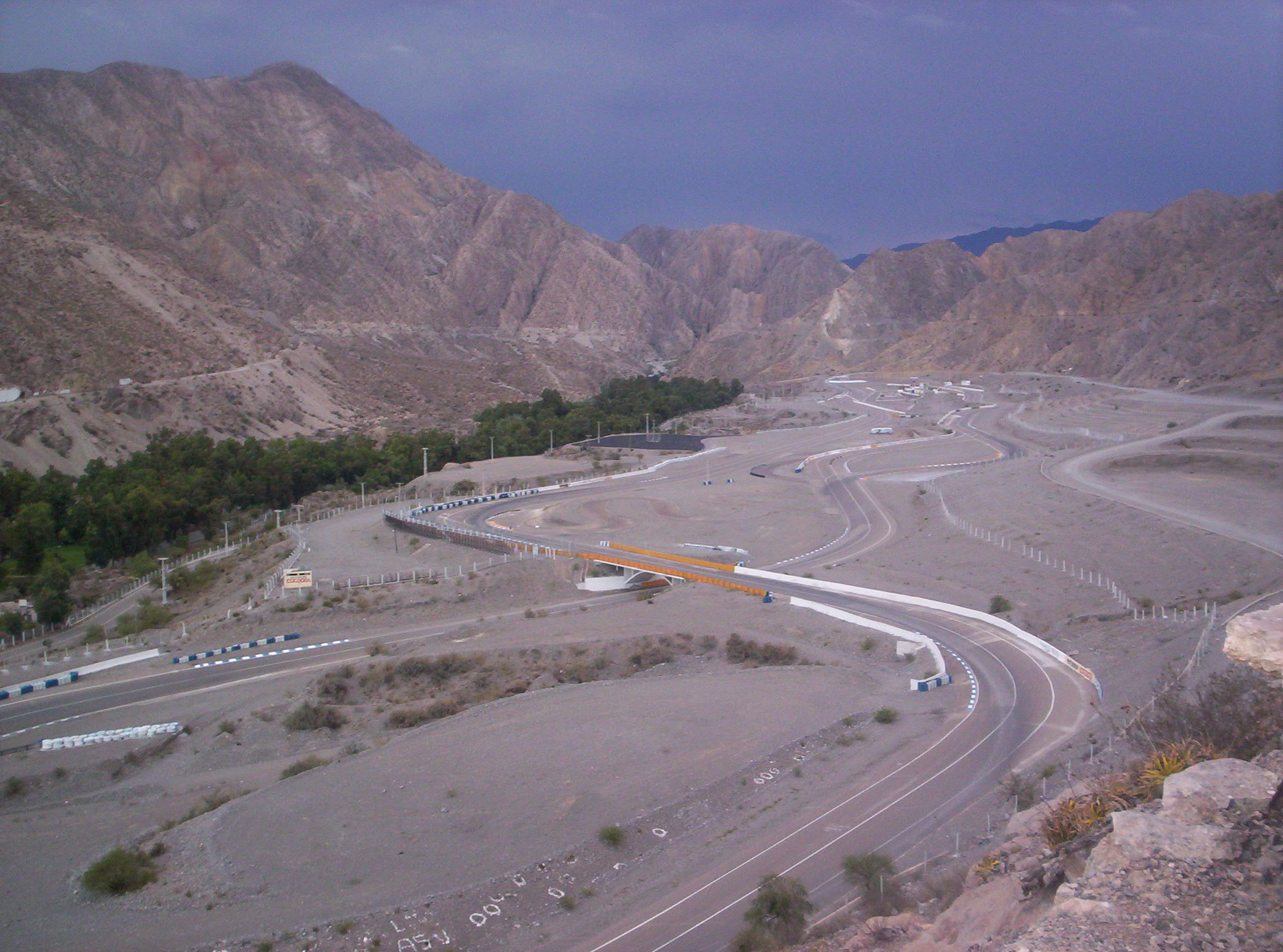
Vista a la Qubrada de Zonda y el autódromo el Zonda Eduardo Copello.

La actividad turística del departamento se localiza al oeste al pie de la Quebrada de Zonda donde. Hay dos vías para acceder a los complejos turísticos de este departamento. Una es le Avenida José Ignacio de la Roza, por donde accedemos al Parque F.Cantoni

#### Parque Federico Cantoni
Se encuentra enclavada al pie de la Sierra Chica de Zonda, fue inaugurado el 11 de septiembre de 1932. Fue idea del gobernador Federico Cantoni quién lo llamó "Parque Bernardino Rivadavia". Se lo construyó con flores naturales, arbustos de la región y árboles adecuados al fin propuesto y está dotado de los siguientes atractivos:
- El Jardín de los Poetas: fue inaugurado el 11 de abril de 1958, fue idea de una sanjuanina Ofelia Zuccoli Fidanza; quien ideó el Escudo de la Patria formado por flores, arbustos y árboles aromáticos, que se puede apreciar desde un mirador natural ubicado en lo alto de las sierras. También se encuentran las esculturas de los mejores poetas que junto a la imponente vegetación forman un atractivo paisaje

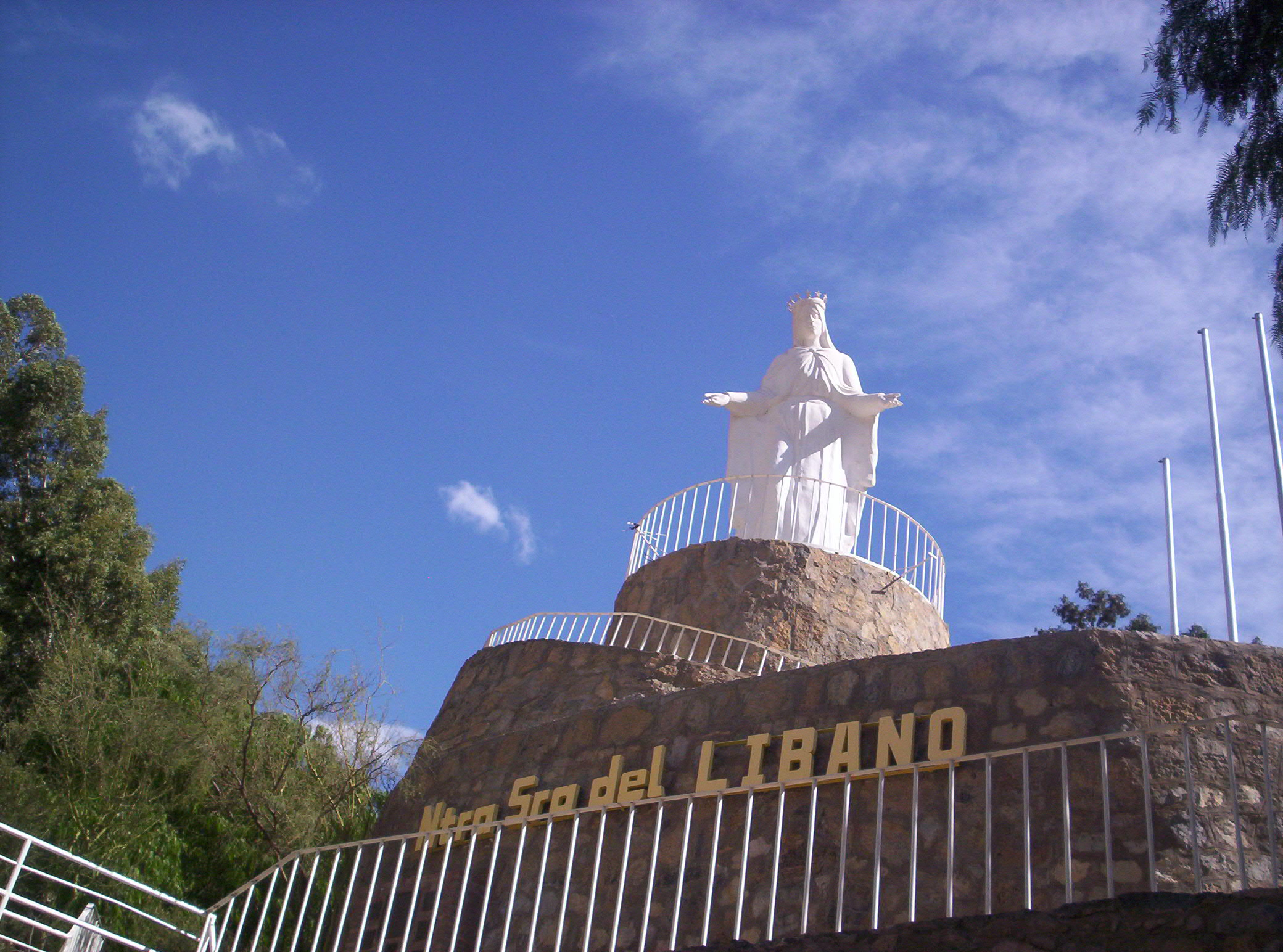
Gigantesca imagen de la Virgen del Líbano, en la Quebrada de Zonda.

- El Autódromo "El Zonda - Eduardo Copello": se encuentra ubicado en la Quebrada de Zonda es escenario natural. Fue inaugurado el 8 de octubre de 1967. Es único por sus características, ha sido elogiado por grandes corredores del mundo, posee una extensión de aproximadamente 2300 m. consta de tribunas naturales en los cerros, muy admirado por quienes gustan del deporte automovilístico ya sea por su entorno paisajístico como por su trazado. Lugar ideal para la práctica del automovilismo, realizándose permanentemente espectáculos deportivos a nivel Nacional e Internacional

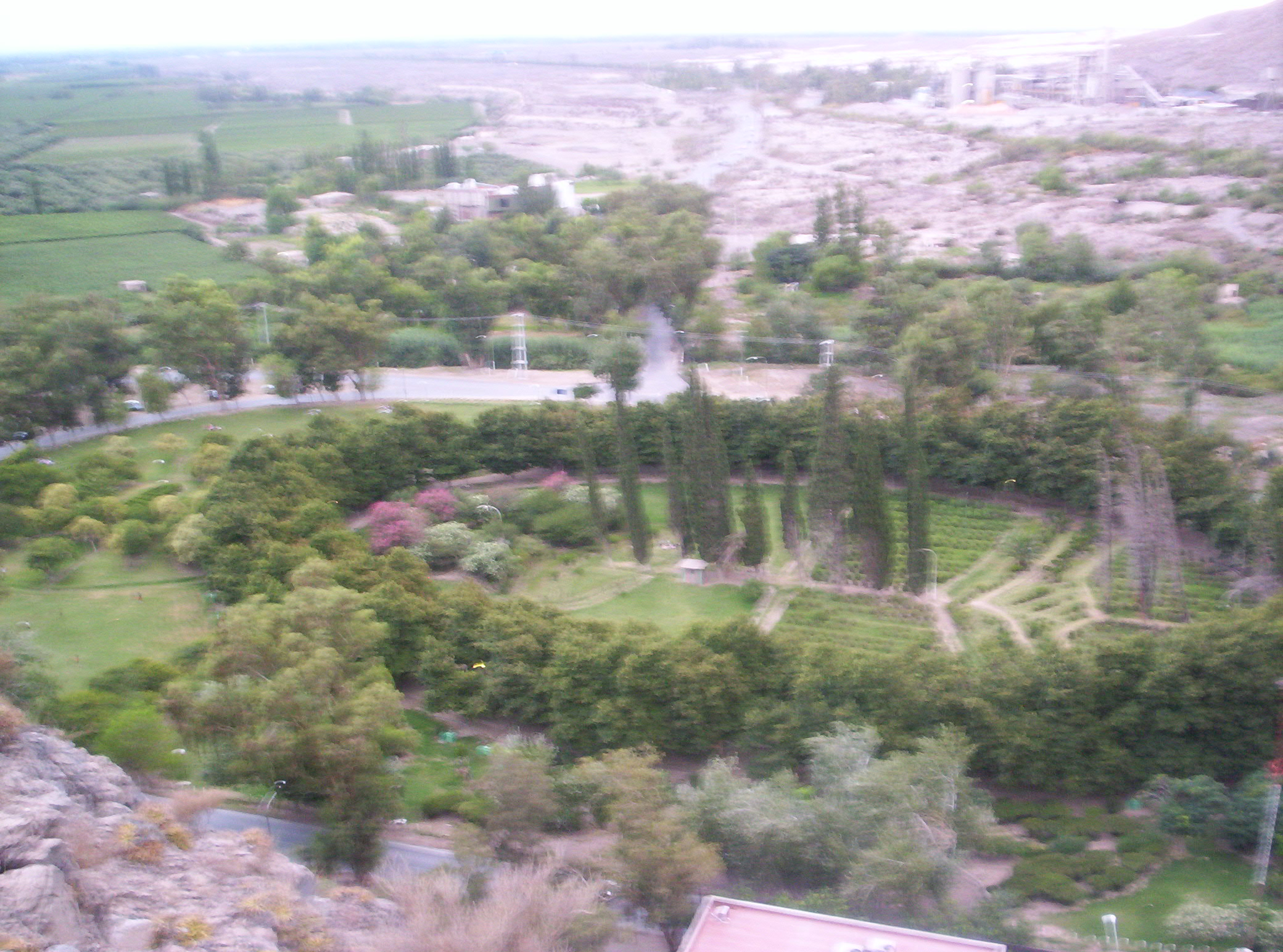
Vista al escudo formado por los árboles en el jardín de los poestas.

- El Camping Municipal de Rivadavia: está ubicado hacia el sur del parque sobre la ruta 14, se puede acampar hay aproximadamente lugar para 250 carpas, con tomacorrientes y lugares con parrilleros y mesas, posee dos piletas, una para grandes y otra para niños, también un tobogán acuático de dos caídas con pendientes naturales. Zona de bosque, donde se puede pasar el día de pic nic, hay servicios de la proveeduría. Canchas de fútbol, un anfiteatro de importantes dimensiones. Tiene además baños con agua potable, duchas, servicio de enfermería y custodia policial. Desde aquí se pueden realizar caminatas por la Quebrada de Zonda.

- Cavas de Zonda: es la única cava de Sudamérica donde se produce Champaña mediante los métodos champenoise y charmat y por proceso totalmente artesanal, se pueden realizar visitas guiadas por el establecimiento además de degustar el producto y realizar compras.En su interior tienen una temperatura constante de 18 °C.

#### Zona del Río San Juan

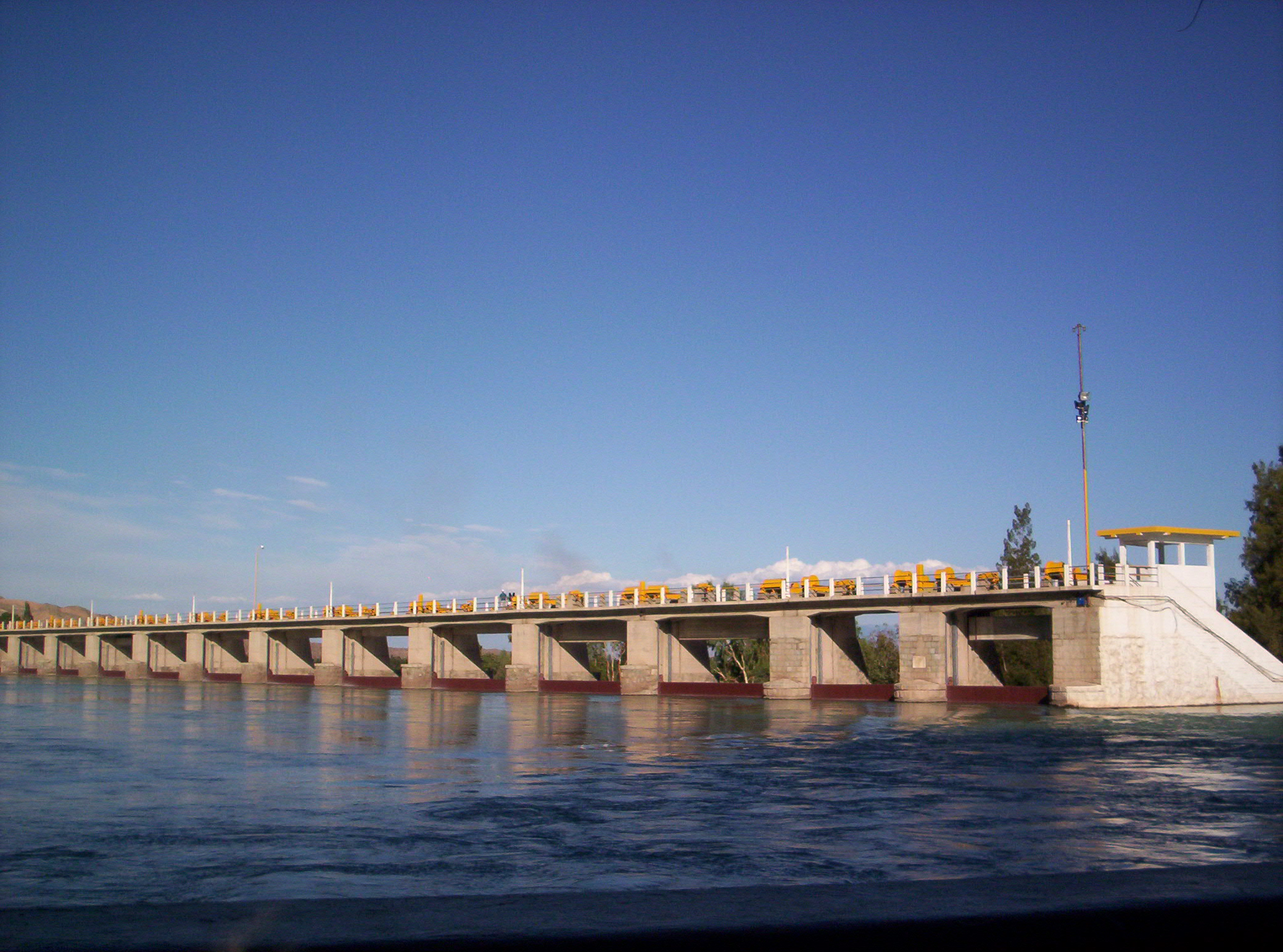
Dique José Ignacio de la Roza.

Esta zona se encuentra en la parte noroeste del departamento y se accede por la Avenida General San Martín y luego por la Ruta número 14, está dotado de los siguientes atractivos
- El Parque Faunístico: este es un hermoso complejo ambientado rústicamente, donde habitan animales autóctonos de la provincia como llamas, pumas, guanacos, serpientes y aves. También se aprecian animales exóticos como monos, leones, y tortugas, entre otros. Una bella glorieta se encuentra emplazada en el medio de un lago, utilizado como eje para marcar los senderos que recorren todo el lugar

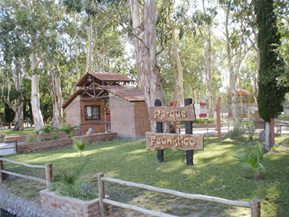
Parque Faunístico.

- El Camping "El Pinar": como su nombre lo indica reúne una gran cantidad de especies de pinos, posee un enorme balneario, tiene todos los servicios necesarios y posee hasta un reservorio de peces, que reúne una gran cantidad de especies de los mismos, creando un paseo muy atractivo y muy educativo.
- Dique "José Ignacio de la Roza": este dique es de características pequeñas pero en realidad no es más que un partidor del agua proveniente del río San Juan, la mayor parte es dirigida por un canal matriz, de gigantescas dimensiones, hasta llegar a otro repartidor más pequeño llamado "San Emiliano". Este mismo lo que hace es repartir dicha agua a los canales de regadío como el "Canal Benavides", el "Canal Céspedes" y el "Canal Quiroga", estos mismos son los encargados de irrigar todo el Valle del Tulúm. La otra parte del agua en minoría sigue su curso natural como río.

En su orilla se encuentra un camping de características muy pintorescas de excelente forestación con los servicios necesarios.
- Anexo:Sitios turísticos de Rivadavia